# Kyokutei Bakin
Kyokutei Bakin  (n. 4 iulie 1767, Fukagawa⁠(d), Tōkyō, Japonia – d. 1 decembrie 1848, Yotsuya⁠(d), Tōkyō, Japonia) a fost un scriitor japonez.
A scris o operă fecundă, remarcabilă prin bogăția inspirației prin eleganța și strălucirea stilului.
Romanele sale alegorice, de ascuțită observație critică, sunt influențate de doctrina confucianistă și descriu scene din viața samurailor.

## Scrieri
- 1806/1810: Povestea minunată a lunii în ultima fază ("Chinsetsu yumiharizuki")
- 1814/1841: Povestea celor opt câini ai lui Satomi din Nansô ("Nansô-Satomi hekkenden").

A mai scris și studii critice, eseuri, un jurnal intim, valoros ca document de epocă.